# Tnine Amellou
Tnine Amellou  (in arabo اثنين املو‎?) è un centro abitato e comune rurale del Marocco situato nella provincia di Sidi Ifni, regione di Guelmim-Oued Noun. Conta una popolazione di 3 674 abitanti (censimento 2014).